# Synagoge (Kuppenheim)
Die Synagogen in Kuppenheim (Baden-Württemberg) waren die Gotteshäuser der dortigen jüdischen Gemeinde. Die letzte Synagoge in Kuppenheim wurde in der Reichspogromnacht in Brand gesteckt.

## Jüdische Gemeinde in Kuppenheim
Wann eine erste jüdische Gemeinde in Kuppenheim entstand, ist nicht genau nachzuvollziehen; möglicherweise jedoch schon vor 1433. Für das Jahr 1683 sind zehn jüdische Familien in Kuppenheim belegt, für 1701 nur drei, für 1724 sieben. Im Jahr 1864 erreichte die Zahl der jüdischen Einwohner Kuppenheims mit 142 Personen ihren Höchststand. 1933 lebten noch 51 jüdische Bürger in Kuppenheim; mindestens 13 kamen durch die Judenermordungen während des Dritten Reichs ums Leben. 
Gegen Ende des 16. Jahrhunderts, als rund zehn jüdische Familien in Kuppenheim lebten, dürfte ein Betsaal in einem privaten Gebäude bestanden haben, über den jedoch nichts überliefert ist. Ein Friedhof wurde wohl im 17. Jahrhundert angelegt; seine erste Erwähnung stammt aus dem Jahr 1694. Er war seit 1889 mit einer Friedhofshalle versehen, die am 10. November 1938 durch Brandstiftung zerstört wurde.
Um die Mitte des 18. Jahrhunderts, als in Kuppenheim nur wenige jüdische Einwohner lebten, wurde diesen vom Obervogt Lassolye von Rastatt untersagt, sich mit den Rastatter Juden zu gemeinsamen Gebeten zu vereinigen. Die Gottesdienste in Kuppenheim wurden wohl von Gemeindemitgliedern geleitet; ab 1803 hatte die Gemeinde einen Vorsänger und Religionslehrer. Der erste Träger dieses Amtes war Benedikt Moses Engel.
Ab 1827 gehörte die Kuppenheimer jüdische Gemeinde zum Rabbinatsbezirk Bühl.

## Synagogenbauten
Zwischen 1755 und 1789, als die Zahl jüdischer Einwohner in Kuppenheim wieder angestiegen war, wurde eine erste Synagoge eingerichtet. Sie befand sich am Ende der Geitzengasse (heute: Löwengasse) auf einem Grundstück, das zuvor einem Juden namens Meyer gehört hatte und mit einem Stall bebaut gewesen war. Möglicherweise wurde kein Synagogenneubau errichtet, sondern nur dieser Stall umgebaut. Die erste Synagoge wurde auch mit einem rituellen Bad versehen. 1825 stellte das Oberamt Rastatt fest, diese Synagoge gliche eher einem schlechten Stall „als nur entfernt einem Tempel“, und riet zu einem Neubau.
Ein Platz neben der alten Synagoge wurde für diesen Neubau in Betracht gezogen; die Finanzierung gestaltete sich allerdings  schwierig: Von den veranschlagten 2000 Gulden Baukosten waren nur 300 bis 400 Gulden bereits angespart. Schließlich versteigerte man schon vor Baubeginn die Plätze in der künftigen Synagoge, um das nötige Geld zusammenzubekommen. 
Professor Oehl, Baumeister aus Rastatt, plante die neue Synagoge und schlug eine Ergänzung um einen Anbau mit Lehrerwohnung und rituellem Bad vor. Im Sommer 1826 wurde das Gebäude errichtet; wann genau es eingeweiht wurde, ist nicht überliefert. 1838 wurde dann die ehemalige Synagoge nebenan abgerissen und durch ein Judenschulhaus mit Unterrichtsraum, Lehrerwohnung und Bad ersetzt, das bis etwa 1910 in Gebrauch war. 1911 wurden die Synagoge und das Judenschulhaus an die elektrische Stromversorgung angeschlossen. 
Am Nachmittag des 10. November 1938 wurde die Synagoge von Angehörigen der SA und der NSDAP in Brand gesteckt. Beteiligt waren unter anderem der Kreisleiter Dieffenbacher sowie dessen Stellvertreter, Bürgermeister Kalmbacher aus Rastatt, und der SA-Standartenführer Eberhard. Vor der Aktion war die Feuerwehr angefordert worden, um die Nachbargebäude vor Brandschäden zu schützen, was aber nicht gelang. Zahlreiche Schaulustige fanden sich ein. Tags darauf wurde im Kuppenheimer Generalanzeiger behauptet, in der Synagoge sei Pulver gelagert worden, das durch einen unachtsam weggeworfenen Zigarettenstummel in Brand geraten sei. Das Gebäude sei nicht zu retten gewesen. 
Ein Privatmann kaufte der jüdischen Gemeinde das Ruinengrundstück zum Preis von 3000 RM ab. Diese hatte die Überreste der Synagoge gegen Ende des Jahres 1938 abreißen wollen; der neue Eigentümer ließ sie aber bis 1945 stehen, weil er sie offenbar weiternutzen wollte. Nach der Beschlagnahmung des Grundstücks 1945 gelangte es in den Besitz der JRSO und wurde 1950 an einen örtlichen Transportunternehmer verkauft. Damals wurde die Ruine der Synagoge abgebrochen; nur ein Türstock blieb erhalten. Das Haus des Vorsängers blieb stehen, wurde aber stark umgebaut. Der Platz vor diesem Haus trägt seit 1999 den Namen Synagogenplatz und ist als Gedenkstätte gestaltet.